# Erik Zenga
Erik Zenga (* 18. Januar 1993 in Kostroma, Russland) ist ein deutscher Fußballspieler russischer Herkunft.

## Karriere
Erik Zenga ist Sohn eines Angolaners und einer Russin. Er wurde von einem Klassenkameraden aus der Grundschule überredet, sich mit sieben Jahren dem Leverkusener Stadtteilklub BV Bergisch Neukirchen anzuschließen. Er kam 2001 zur U-8-Mannschaft von Bayer 04 Leverkusen. Er durchlief sämtliche Jugendmannschaften, bis dem Schüler des Landrat-Lucas-Gymnasiums 2012 der Sprung in die zweite Mannschaft gelang. Von dort verlieh man ihn zur Saison 2013/14 an den VfL Osnabrück, für den er auch regelmäßig zum Einsatz kam. Zur Saison 2014/15 wechselte Zenga zum SC Preußen Münster.
Zur Saison 2015/16 wechselte er zum SV Sandhausen. Sein Ligadebüt für die Sandhausener gab Zenga am 4. Spieltag der Saison 2017/18, als er bei der 1:2-Heimspielniederlage gegen Fortuna Düsseldorf in der 52. Minute für Eroll Zejnullahu eingewechselt wurde. Im August 2017 verlängerte Zenga beim SVS bis zum 30. Juni 2020 und wurde anschließend für ein Jahr an den Halleschen FC ausgeliehen.
Nach über einem halben Jahr Vereinslosigkeit schloss er sich Anfang Februar 2024 dem Drittligisten MSV Duisburg an. Zenga absolvierte zehn Ligaspiele, konnte indes auch nicht verhindern, dass Duisburg am Ende der Saison in die Regionalliga abstieg. Sein Vertrag wurde am Saisonende nicht verlängert und so war er zunächst wieder vereinslos. Im Januar 2025 schloss er sich dem Regionalligisten SV Meppen an.

## Nationalmannschaft
Zenga absolvierte ein Länderspiel für die deutsche U-19-Nationalmannschaft und Spiele für die U-20.